# めがねレンチ

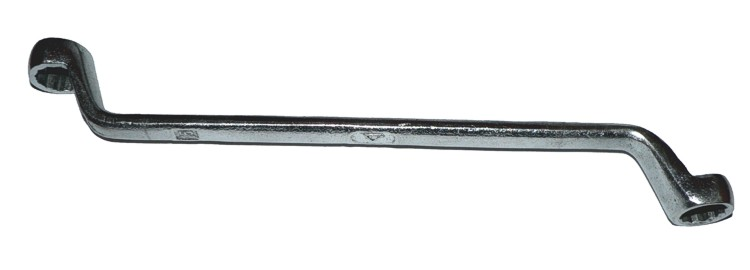
オフセットめがねレンチ

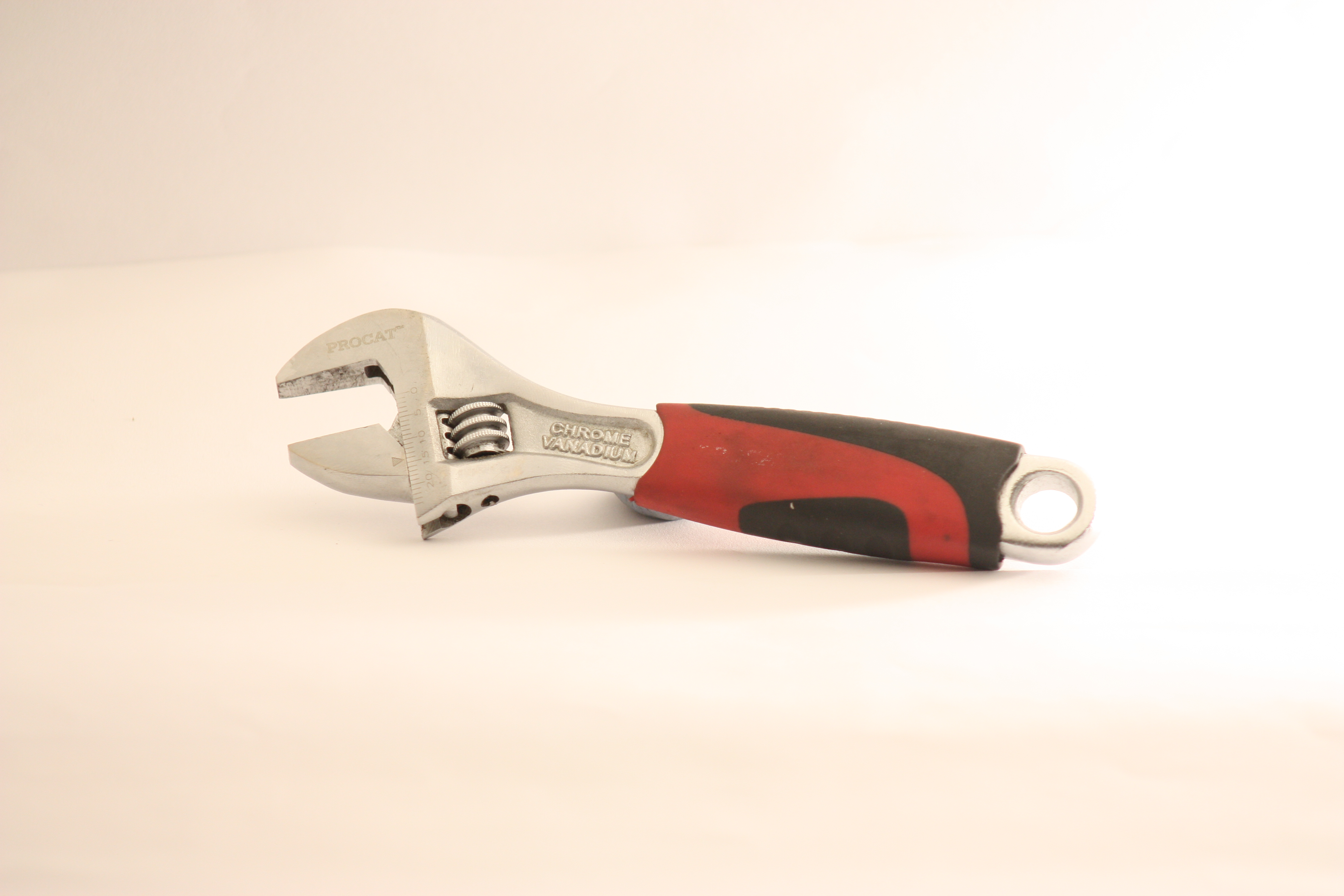
ストレートめがねレンチ

めがねレンチ (Ring Spanner) は、ハンドルの両端にボルト頭（あるいはナット）に適合する円形の口部を設けたレンチのことをいう。名前の由来はその形状がめがねに似ていることから。英語名称は、ナットやボルト頭部の全周を囲むこと、さらに、最初に製造された留め金具（ナットやボルト）が正方形または箱形状であったことより、ボックスエンドレンチ(Box end wrench)と呼ばれている。鍛冶屋が、最初に作った留め金具は現在の六角のものより作るのが簡単だったので、四角形であった。またはBox spanner とも呼ばれる。JIS B 4632:1998 めがねレンチの英文表示は、Offset wrenches（オフセットレンチ）である。

## 概要
めがねレンチは自動車など機械の点検・整備作業において、使用頻度が高い工具の一つである。多くは使いやすいように口部に対してハンドルに角度がつけられている。ボルトの側面6点に力が加わるため、2点にしか力が加わらないスパナに比較して大きなトルクをかけることができ、ボルトをなめにくい。口部には六角のものと十二角（二重六角）のものがあるが、市場に流通するほとんどのものが十二角であり、六角のものは限られたメーカーしか製造していない。
レンチは、外側は円形状で内側は六角ナットを掴むために6の倍数角となっている。全周を囲んでいる形状であっても肉厚が薄くなっているので、スパナより小さなスペースに適合できる。そしてスパナのように、あごの端に開口部がないため、レンチを破損することなく取り扱うことができるトルクは、スパナより大きい。
レンチが留め金具に斜めの状態に保たれた場合、ナットまたはボルトの角部は損害を受けるので、めがねレンチを使うとき作業者はレンチの先端が完全に留め金具の側面をおおい、斜めの状態でないことを確認する必要がある。ときどき起こる問題としては、ナットを通って突き出したボルトが、めがねレンチを差し込む空間をふさいでしまい、めがねレンチの使用を妨げることである。
めがねレンチも、スパナのように標準的でメートル法のサイズがある。呼び方は、両方の二面幅寸法を10×12というふうに小さい数を先にして呼ぶ。レンチは、柄部まで含めてストレートのものもあるが、柄部に角度を付けた形状（オフセット）が使いやすくて一般的である。
頭部に対する柄部の角度は、JISでは15度・45度・60度であるが、30度のものもある。角度が大きくなると使い勝手より柄部でもう一度曲げている。このオフセットの長所は、ハンドルが何にも当たらないので、何かをゆるめるか締めるとき、作業者が完全な円でめがねレンチを振れることである。平らなあごのスパナが二面幅の2か所で力を受けるのとは異なり、めがねレンチは、あごに複数の接点を持っている。これら接点の数は、4、6、8、12または16カ所である。
六角、そして、十二角のめがねレンチは、一般によく見られるものである。それらは六角ナットまたは六角ボルトと呼ばれる六角の留め金具に使用するように設計されている。四角または八角レンチは、昔の四角ボルトで使用するが、それはもうほとんど使われていない。十六角レンチは、どちらのものでも使うことができる。
六角めがねレンチは、円の内部に6つの面があり、基本的に角を潰さないように留め金具の平面をつかむようになっている。十二角のものは、六角と同じくらい平らな表面部分を持たないので、十二角のレンチは留め金具の角をつかむようになっている。十二角のレンチは留め金具の角をつかむので、より角を丸くしそうな点で不利である。その事より使い分けとして、六角めがねレンチは留め金具の角を潰すことが少ないので、最も多くのトルクがレンチを通して加えられる初めて留め金具を取り外そうとするとき、または最終的な締め付けをするときに使う。十二角めがねレンチは、六角タイプより半分の小さな振れスペースで良いので、一般的に狭い振れ場所で留め金具を取り外すかつけるために用いられる。
六角めがねレンチが留め金具の平面にフィットできる前に回す必要がある角度は、60度である。この角度は、最初にゆるめるか締め終わるとき2回目の回転のために留め金具の平面へレンチを取りつけることができないので、六角めがねレンチで留め金具を60度回すことができるかどうかにかかっている。
スパナと同様に、めがねレンチの接触部が擦り切れたなら、レンチは交換しなければならない。レンチが締め具の平面または角をきつく締め付けられないことは、留め金具に加わるすべての圧力が、通常より小さな地域に限定され、締め具に損傷を与える。ナットとボルトの角部は、それらの角部に合っていないレンチによって丸くされるからである。
めがねレンチの二面幅は、ナットやボルトの二面幅よりレンチを入れるために少し寸法が大きくなっている。その小さな寸法差によるできる隙間（ガタ）により、荷重を加えたときにレンチと留め金具は傾いて角部での点接触となり、角部の損傷やレンチの摩耗を早めてしまう。これを解決する方法として、スナップオンが1960年代に角部ではなく平面部で接触する「フランクドライブ」を開発した。角部でなくレンチの内面で留め金具の平面部をとらえることにより、応力の集中を抑えるようする方法である。この結果、留め金具の角部を傷つけにくくなり、より確実な締め付けおよび緩め作業ができるようになった。スナップオンの特許消滅後は、世界中の有名メーカーも面による接触を採用し、現在ではめがねレンチやソケットレンチの主流となっている。

## 種類
ショートめがねレンチ
全長を通常のめがねレンチより短くし、狭いところにあるボルトを回すのに適しためがねレンチ。全長が短いため大きなトルクをかけることはできないが、ボルトの周囲に障害物がある場合、通常のめがねレンチでは取り回しに不便なため、ショートめがねレンチが適している。
ストレートめがねレンチ
オフセットがないめがねレンチ。上下のスペースがない場所で使われる。
ロングめがねレンチ
めがねレンチの全長を長くし、大きなトルクをかけられるようにしたもの。特に長いものは俗に超ロングめがねレンチと呼ばれる。
ラチェットめがねレンチ（板ラチェットレンチ）
口部にラチェット機構を採用しためがねレンチ。柄部が折り曲げられるタイプと、固定されたタイプがあり、固定のタイプは板ラチェットとも呼ばれる。一方向にラチェットが可能だが、両方向に回転する切り替え爪を持つタイプもある。電設工事や軽作業の組立に使用されることが多い。建築現場などで用いられるラチェットレンチとは形状・用途に大きな違いがあるため、呼び方は区別されている。
フレアナットレンチ
口部に切り欠きがあり、パイプをまたいでナットを回すことができるレンチ。めがねレンチの一種とも考えられる。ブレーキパイプのようにパイプの接続部にナットがあり、めがねレンチでは回すことができないときに用いられる。
コンビネーションレンチ
片側がスパナになっているもの。リング側で高トルクの作業、スパナ側で早回し等、一本のレンチで効率よく作業ができる。